# Phare de Punta Topocalma
Le phare de Punta Topocalma (en espagnol : Faro Punta Topocalma) est un phare actif situé sur Punta Topocalma (sv), proche de Litueche (Province de Cardenal Caro), dans la Région du Libertador General Bernardo O'Higgins au Chili.
Il est géré par le Service hydrographique et océanographique de la marine chilienne dépendant de la Marine chilienne.

## Histoire
Punta Topocalma est un promontoire qui se situe à 40 km à l'ouest de la commune de La Estrella et à 150 km au sud-ouest de la capitale Santiago du Chili. 

## Description
Le phare actuel est une tour cylindrique en fibre de verre avec une balise de 4 m de haut. La tour est peinte en blanc avec une bande rouge. Il émet, à une hauteur focale de 118 m, un éclat blanc par période de 10 secondes. Sa portée n'est pas connue.
Identifiant : ARLHS : CHI-076 - Amirauté : G1850- NGA : 111-1332 .

### Lien connexe
- Liste des phares du Chili